# Lindsaea parkeri
Lindsaea parkeri là một loài thực vật có mạch trong họ Dennstaedtiaceae. Loài này được (Hook.) Kuhn miêu tả khoa học đầu tiên năm 1882.